# Bohdan Miklewski
Bohdan Miklewski, pseud. Kmicic, Jan Kmicic (ur. 1898, zm. 4 sierpnia 1944 w Częstochowie) – polski wojskowy w stopniu rotmistrza, oficer Wojska Polskiego, Narodowej Organizacji Wojskowej i Narodowych Sił Zbrojnych. 

## Życiorys
Urodzony w 1898 roku, był synem Józefa i Henryki z Miaskowskich. Służył kolejno w 13 Pułku Ułanów i w 12 Pułku Ułanów w stopniu rotmistrza. Wyróżniający się jeździec, ze względu na swoje umiejętności oddelegowany przez gen. Władysława Andersa do majątku hr. Mielżyńskiego w Ławicy pod Poznaniem w charakterze trenera. Wielokrotny medalista wyścigów konnych.
Jesienią 1939 r. wysiedlony z Poznania wraz z rodziną, zamieszkał w Częstochowie, w której przez pewien czas rodzina mieszkała w budynku kurii biskupiej. Należał do NOW i NSZ, był komendantem okręgu częstochowskiego NSZ. Ciężko ranny 4 sierpnia 1944 r. w Częstochowie podczas rozbrajania niemieckiego oficera, zmarł tego samego dnia mimo pomocy lekarskiej. Pochowany na cmentarzu św. Rocha w Częstochowie.
Żonaty z Janiną Piotrowską (1900–1962), para miała syna Jerzego Janusza (ur. 1925), który był żołnierzem NSZ.
27 października 2016 r. jego imieniem nazwano rondo na pograniczu częstochowskich dzielnic Kiedrzyn i Północ.